# Fernando Labaké
Jorge Fernando Labaké (San Juan, Argentina; 13 de mayo de 1981) es un futbolista argentino que juega en la posición de defensor central. Su club actual es Juventud Unida de San Luis que milita en el Torneo Argentino A.

## Trayectoria
Jugó en San Martín (San Juan) en tres temporadas, club en el que debutó como jugador profesional. 
En 2003 ficha por Independiente Rivadavia donde sólo juega un año.
En 2004 pasa a formar parte del plantel profesional del Deportivo Maipú, club con el que logra ganar el Torneo Argentino B de la temporada 2007-2008 y en el que juega por ocho temporadas de manera ininterrumpida, llegando hasta ser el capitán del equipo en algunos partidos. En 2012 se le disuelve el vínculo con el club debido a una disminución presupuestaria y por el bajo rendimiento.
En 2012 y después de varios años en el Deportivo Maipú ficha por otro club mendocino, Gimnasia y Esgrima.
A mediados del 2013 es fichado por Juventud Unida Universitario de la Provincia de San Luis para jugar el Argentino A.

## Clubes
| Club                      | País      | Año       |
| ------------------------- | --------- | --------- |
| San Martín (SJ)           | Argentina | 2000-2003 |
| Independiente Rivadavia   | Argentina | 2003-2004 |
| Deportivo Maipú           | Argentina | 2004-2012 |
| Gimnasia y Esgrima (M)    | Argentina | 2012-2013 |
| Juventud Unida (SL)       | Argentina | 2013-2019 |
| Club Atlético Palmira (M) | Argentina | 2019-2020 |

## Palmarés

### Campeonatos nacionales
| Título             | Club            | Sede          | Año     |
| ------------------ | --------------- | ------------- | ------- |
| Torneo Argentino B | Deportivo Maipú | Mar del Plata | 2007/08 |